# 海門屈勒
海門屈勒（芬蘭語：Hämeenkyrö），是芬蘭西南部皮尔坎马区的市镇。距离坦佩雷36公里，歷史超過700年，市镇面積为505.1平方公里，2023年人口数量为10,316人。

## 外部連結
- 官方网站  （文）
- Arteles International Artist in Residency Program （页面存档备份，存于）